# Polystichtis zeangira
Polystichtis zeangira är en fjärilsart som beskrevs av Jacob Hübner 1816. Polystichtis zeangira ingår i släktet Polystichtis och familjen Riodinidae. Inga underarter finns listade i Catalogue of Life.